# Jonge Turken

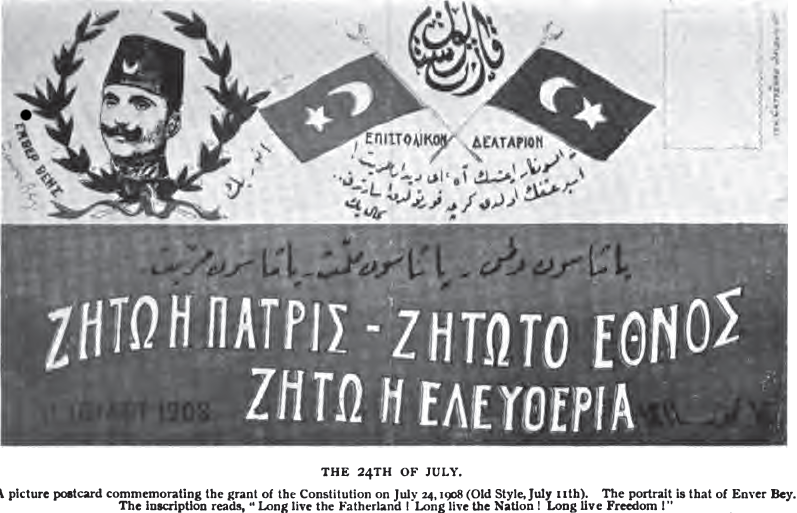
Flyer van de Jonge Turken over de nieuwe grondwet

De Jonge Turken of Jong-Turken (Turks: jön Türkler) is een bijnaam voor een politieke hervormingsbeweging in het begin van de 20e eeuw die voorstander was van de vervanging van de absolute monarchie van het Ottomaanse rijk door een constitutionele regering. Zij hadden zich uit ergernis over het afkalven van het Ottomaanse Rijk verenigd in een geheime vereniging, genaamd "Comité voor Eenheid en Vooruitgang". In 1908 pleegden zij een staatsgreep tegen sultan Abdülhamit II en kwamen zij aan de macht. Hiermee brachten de Jong-Turken in hetzelfde jaar de tweede constitutionele periode van het Ottomaanse rijk tot stand, waarmee voor het eerst in de geschiedenis van het land een tijdperk van meerpartijendemocratie werd ingeluid.

## Ontstaan
In 1876 had de hervormingsgezinde vereniging van Jong-Ottomanen aangedrongen om een constitutionele regering in te stellen in het Ottomaanse rijk vergelijkbaar met die in Europa. Dit begon met de onttroning van zittende sultan Abdülaziz, waarbij Murat V zijn plaats innam als sultan. Deze werd echter al gauw vervangen door Abdülhamit II. Dit luidde het begin in van de eerste constitutionele periode van het Ottomaanse rijk in, waarbij het rijk buiten de sultan werd medegeregeerd door een parlement. De constitutionele periode duurde echter vrij kort, want in 1878 schorste Abdülhamit II het Ottomaanse parlement en stelde de grondwet buiten werking, waarmee hij zijn eigen absolute monarchie herstelde. Abdülhamit II was sowieso nooit een groot voorstander van een constitutionele regering geweest.
Om zijn macht daarna te consolideren, begon Abdülhamit II zijn titel van kalief te benadrukken en stelde zich op als verdediger van moslims over de gehele wereld. Door met een jihadistische oorlog te dreigen, dacht hij het westers imperialisme in Azië te kunnen ondermijnen. Hij stelde een geheime politie (Umur-u Hafiye) in om op te treden tegen eventuele antimonarchistische activiteiten in zijn land. Hij liet de pers goed in de gaten houden en bouwde een netwerk op van informanten.
Het idee van een constitutionele regering bleef echter bestaan in de hoofden van sommige Ottomaanse intellectuelen. Een aantal jaren later begon zich in het geheim een nieuw hervormingsgezinde genootschap zich te organiseren, die streefde naar de terugkeer naar een constitutionele regering. In 1899 richtte zij het Comité voor Eenheid en Vooruitgang op en werden bekend onder de naam Jong-Turken. Zij hadden hun machtsbasis in de stad Salonika. De beweging appelleerde ook aan jonge Ottomaanse officieren en had veel aanhang onder ze.
Tegelijkertijd groeide er ook een Turks nationalisme dat zich concentreerde op de Turkssprekende bevolking in Anatolië. Het wilde antwoord geven  op de identiteitscrisis van de moslims als gevolg van de toenemende macht van het Westen en van de christelijke minderheden in Turkije zelf. Een van de belangrijkste Turkse theoretici was Ziya Gökalp (1876-1924). Hij wilde weliswaar hervormingen naar het westers voorbeeld invoeren, maar dan wel met een nationalistische kleur. Hij vond dat Turken "zichzelf niet kenden"; zij waren zich "niet bewust van hun nationale verantwoordelijkheden".
Gökalp keerde zich af van het multi-etnische en multireligieuze karakter van de Ottomaanse staat. Hij riep de Turkssprekende intellectuelen op het voortouw te nemen in de ontdekking van het eigen volk, en een nieuwe Turkse natie. Hij pleitte met andere woorden voor een proces van turkificatie. Maar deze richting zou niet bepalend worden want de seculiere hervormingsgezinden namen het voortouw.

## Jong-Turkse revolutie
In 1908 pleegden de Jong-Turken onder leiding van groep Turkse officieren een staatsgreep. Zij stelden zich ten doel: modernisering van de staat; een parlementaire democratie; afschaffing van allerlei voorrechten voor groepen buitenlanders (zoals Engelsen, Fransen en Duitsers). Ze werden geïnspireerd door het voorbeeld Japan, dat zich eind negentiende eeuw in hoog tempo had gemoderniseerd. Ze vreesden de Europese superioriteit in wetenschap en techniek en wilden tegelijk deze zich eigen maken.
Sultan Abdülhamit II beschikte niet over loyale troepen en capituleerde voor de opstandige Jong-Turken. De Jong-Turken hielden Abdülhamit II aan als sultan, maar ontdeden hem van zijn macht. De macht van het parlement werd hersteld en de constitutie hervormd aangenomen. Aanvankelijk hoopten veel Jong-Turken op een soort Ottomaans nationalisme, dat aan alle onderdanen van alle nationaliteiten of geloven appelleerde. Het zou bovendien hiermee de christelijke Europese landen een argument ontnemen om zich met Ottomaanse zaken te bemoeien. De eerste dagen na de staatsgreep vonden dan ook met name op de Balkan verbroederingstaferelen plaats tussen Turkse, Griekse, Bulgaarse, joodse en Armeense onderdanen.
Van de Turkse zwakte na de staatsgreep werd echter handig gebruikgemaakt door Oostenrijk-Hongarije en Bulgarije. Oostenrijk-Hongarije annexeerde nu officieel Bosnië-Herzegovina dat het reeds dertig jaar bezet hield. Bulgarije, formeel-juridisch nog onder het rijk vallend, verklaarde zich volledig onafhankelijk. De inheemse christenen werden mede hierdoor vanaf nu gewantrouwd en als vijanden van de natie gezien.
Een jaar later in april 1909 vond er een tegencoup plaats door sympathisanten van Abdülhamit II. Ze wilden de macht van Abdülhamit II herstellen. Maar de tegencoup werd tegengehouden door de Jong-Turken en mislukte. Abdülhamit II werd door de Jong-Turken ditmaal verbannen naar Saloniki en vervangen vervangen door zijn kleurloze broer Mehmet V Reşat, die geen enkele invloed had.
In september 1911 brak de Italiaans-Turkse Oorlog uit om Libië. Terwijl de oorlog in Libië aan de gang was, brak in oktober 1912 de Balkanoorlog uit. Het Ottomaanse rijk werd hierdoor genoodzaakt om vrede te sluiten met Italië (Vrede van Ouchy) en zijn troepen uit Libië terug te trekken om deze in te zetten in de Balkanoorlog. Het Ottomaanse rijk verloor uiteindelijk de Balkanoorlog en daarmee een groot deel van zijn grondgebied in de Balkan.

## Prominente leden
De prominente leiders en ideologen waren onder meer:
- Pamfletschrijvers en activisten
  - Tunalı Hilmi
  - Yusuf Akçura, een Tataarse journalist met een seculiere nationale ideologie, die tegen het Ottomanisme was en het secularisme steunde
  - Ayetullah Bey
  - Osman Hamdi Bey, een Ottomaans-Griekse schilder en eigenaar van de eerste gespecialiseerde kunstacademie in Istanbul (opgericht in 1883)
  - Emmanuel Carasso Efendi (ook bekend als Emanuel Karasu), advocaat en lid van de prominente Sefardisch-joodse familie Carasso
  - Mehmet Cavit Bey, een Dönme uit Saloniki, werd minister van Financiën
  - Abdullah Cevdet, een Koerdische intellectueel die voorstander was van biologisch materialisme en secularisme
  - Marcel Samuel Raphael Cohen (ook bekend als Tekin Alp), een Sefardische Jood uit Saloniki, werd een van de grondleggers van het Turks-nationalisme en een ideoloog van het panturkisme.
  - Agah Efendi, een voormalig lid van de Jong-Ottomanen, richtte de eerste Turkse krant op en bracht als postmeester de postzegel naar het Ottomaanse rijk
  - Ziya Gökalp, een Koerdisch-Turkse nationalist uit Diyarbakir, publicist en socioloogpionier, beïnvloed door de moderne West-Europese cultuur en een ideoloog van het panturkisme
  - Talaat Pasja, was oorspronkelijk een klerk bij een postkantoor, zijn rol bij de partij vóór de Jong-Turkse revolutie is onduidelijk
  - Ahmed Riza werkte om de toestand van de Ottomaanse boeren te verbeteren; hij diende als minister van landbouw en later als minister van onderwijs
- Militaire officieren
  - Ahmed Niyazi Bey, initiatiefnemer en leider van de Jong-Turkse revolutie
  - Enver Pasja, een leider van de Jong-Turkse revolutie en later prominent Jong-Turkse politicus
  - Djemal Pasja een leider van de Jong-Turkse revolutie
  - Eyüp Sabri, een leider van de Jong-Turkse revolutie
  - Bekir Fikri, een prominente deelnemer aan de Jong-Turkse revolutie
  - Atıf Kamçıl, een prominente deelnemer aan de Jong-Turkse revolutie
  - Subhi Bey Abaza (woonde in Sidon)
  - Resat Bey

## In Duits vaarwater
In 1913 vond er een tweede staatsgreep plaats in de Ottomaanse regering. Hierbij kwamen Enver Pasja, Talaat Pasja en Djemal Pasja aan de macht en begonnen het Ottomaanse rijk daarna als driemanschap te regeren. Enver Pasja, Talaat Pasja en Djemal Pasja behoorden tot de Jonge Turken.
 Afgezien van Talaat hadden zij een militaire opleiding gevolgd. Enver was voor de Eerste Wereldoorlog enige tijd militair attaché in Duitsland en als nieuwe minister van Oorlog oefende hij grote macht uit. Hans Freiherr von Wangenheim, de nieuwe Duitse ambassadeur, won zijn vertrouwen en zo verminderde de Britse invloed in Turkije. Maar de belangrijkste reden dat de kant van Duitsland werd gekozen was het feit dat de andere mogendheden (Groot-Brittannië, Frankrijk en Rusland) weigerden om in te gaan op het verzoek van het Ottomaanse Rijk bondgenootschappen aan te gaan. Zij achtten het Ottomaanse Rijk niet langer levensvatbaar.
Op 29 oktober 1914 liet Enver Pasja Duitse oorlogschepen, die onder Ottomaanse vlag voerden, Russische havens in de Zwarte Zee bombarderen, waarmee het Ottomaanse rijk in de Eerste Wereldoorlog belandde.

## Genocide
Tijdens het bewind van de Jonge Turken streefde het Ottomaanse Rijk naar 'homogenisering' van de bevolking van Klein-Azië. In dat kader werd de Armeense Genocide gepleegd tijdens de Eerste Wereldoorlog. Ook de Assyrische Genocide (ook wel de 'Sayfo' genaamd) en de genocide op de Pontische Grieken vonden plaats onder leiding van de Jonge Turken.

## Opheffing
In de herfst van 1918 werd het duidelijk dat het Ottomaanse rijk de Eerste Wereldoorlog ging verliezen, waardoor de positie van de regering van Talaat Pasja onhoudbaar werd. De regering van Talaat Pasja trad af op 14 oktober 1918. Toen op 30 oktober 1918 het verdrag van Mudros werd ondertekend, werd hiermee de Ottomaanse capitulatie bevestigd. Twee dagen later op 1 november 1918 vluchtte Enver Pasja samen met Talaat Pasja en Djemal Pasja naar Duitsland aan boord van een Duitse onderzeeboot. Het vertrek van de Jong-Turkse leiders betekende uiteindelijk het einde van de Jong-Turken. Tijdens het laatste partijcongres, dat op 1-5 november 1918 werd gehouden, besloten de overgebleven partijleden hun partij het Comité voor Eenheid en Vooruitgang af te schaffen, die vanwege de nederlaag van de Eerste Wereldoorlog zwaar bekritiseerd werd door het publiek. Een nieuwe Ottomaanse regering werd gevormd door de pro-Britse Vrijheid en Akkoordpartij (Hürriyet ve İtilâf Fırkası).